# Storia della lingua inglese
Questa voce tratta della Storia della lingua inglese.
L'inglese è una lingua germanica occidentale. Ha le sue origini dalle parlate del gruppo dei germani ingevoni che erano stanziati nell'attuale Germania settentrionale e in Danimarca. Queste lingue germaniche furono portate nella Britannia nella Tarda Antichità a seguito delle migrazioni di Angli, Sassoni, Juti e Frisi nell'isola, rimpiazzando le lingue celtiche ed eventualmente il latino. Si sviluppò così in quattro dialetti dell'Antico inglese, merciano, northumbriano, kentiano e sassone occidentale. Quest'ultimo dialetto divenne dominante sotto Alfredo il Grande.
Tra l'Ottavo e il Nono secolo, durante la conquista vichinga, la lingua norrena plasmò fortemente l'Antico Inglese, poiché produsse una forte semplificazione grammaticale e l'ingresso di nuovi prestiti lessicali. Inoltre divenne più influente il dialetto merciano.
Dopo la conquista normanna del 1066 l'inglese fu fortemente influenzato dal francese, poiché questa lingua era di uso comune presso i ceti dominanti. Così molti prestiti lessicali della langue d'oïl entrarono nella lingua locale.
Durante il Rinascimento la lingua inglese subì nuovi mutamenti, tra cui l'ingresso di nuove parole dal latino e dal greco, nonché dalle altre lingue europee moderne. Si data a questo periodo il grande spostamento vocalico.
Dal Seicento la lingua inglese si espanse in tutti e cinque i continenti. Ora è la principale lingua di Regno Unito, Repubblica d'Irlanda, Stati Uniti, Canada, Australia, Nuova Zelanda oltre ad altre ex colonie dell'Impero britannico. Con l'avvento degli Stati Uniti al rango di superpotenza mondiale nel Novecento, la lingua inglese diviene lingua franca della globalizzazione.

## Proto-Inglese
La lingua inglese è discendente delle parlate germaniche del Mare del Nord. Nonostante i tentativi di conquista, le nazioni che abitavano la Germania Magna rimasero indipendenti dall'Impero romano. Tuttavia alcuni mercenari di origine germanica, provenienti dai popoli Tungri, Batavi, Frisi e Menapi, servirono in Britannia per conto di Roma. Gli insediamenti germanici in Britannia aumentarono dal Quinto secolo quando l'Impero romano d'occidente era in sofferenza e le legioni lasciarono l'isola. Secondo la Cronaca anglosassone Vortigern chiamò i re Angli Hengist e Horsa in Britannia per fermare le incursioni dei Pitti da nord in cambio di terre. Ciò portò a una forte esodo biblico dalla Germania settentrionale, arrivando alla nascita dei sette regni anglosassoni nell'ex provincia romana. Beda scrisse, nella Historia ecclesiastica gentis Anglorum, in merito alle invasioni degli Angli, dei Sassoni e degli Juti.
I nuovi arrivati parlavano le lingue del gruppo germanico occidentale. Si trattava sostanzialmente di dialetti del gruppo dei germani ingevoni, stanziati nell'attuale Germania settentrionale, nei Paesi Bassi e nella Danimarca continentale. Inoltre si è osservata una forte somiglianza tra Antico Inglese e Antico Frisone.
Questi dialetti avevano le caratteristiche delle altre parlate germanico-occidentali, come la flessione grammaticale. La stragrande parte del lessico era germanico, tuttavia, dopo il contatto con il mondo romano, arrivarono alcuni vocaboli di origine latina.

## Antico Inglese e influenza scandinava
Gli abitanti di stirpe germanica stanziati nella Britannia postromana parlavano un certo numero di dialetti tra loro intelligibili, che col tempo si evolsero nella lingua anglosassone che sostituì la lingua romanza britannica e le parlate celtiche (quest'ultime sopravvissero in Galles, Scozia, Cornovaglia e Irlanda). L'Antico inglese aveva le sue varianti locali. Emersero quattro maggiori dialetti, il Merciano, il Northumerlandiano, il Kentiano e il Sassone occidentale. Il sassone occidentale divenne lo standard letterario per l'Antico inglese, tuttavia l'Inglese moderno deriva principalmente dal Merciano.
Inizialmente la lingua inglese antica fu scritta in una forma di runico chiamata futhorc. Venne poi rimpiazzato dai caratteri latini nell'Ottavo secolo. La maggior parte della produzione letteraria fu scritta in Sassone occidentale. Il più importante scritto in Antico Inglese è il poema epico Beowulf composto da un autore sconosciuto.
Con l'introduzione del Cristianesimo, iniziata dal Settimo secolo, centinaia di prestiti lessicali di origine latina entrarono nell'Antico Inglese, in particolare riguardanti la Chiesa.
Nell'Ottavo secolo iniziarono le incursione vichinghe sull'Inghilterra. Nel 865 la Grande armata danese lanciò una grande invasione che portò alla conquista dell'Inghilterra settentrionale e orientale. Nel Decimo secolo queste aree vennero riconquistate dai sovrani di origine anglosassone. Dunque è probabile che gente di origine scandinava si sia stabilita nella Danelaw. I vichinghi parlavano l'Antico norvegese, una lingua germanica settentrionale, che aveva il lessico simile all'Antico inglese, ma con il sistema grammaticale diverso. L'estensivo contatto tra locutori di Antico Inglese e Antico Norvegese abbia influenzato pesantemente le parlate delle zone sotto controllo vichingo. Alcuni studiosi credono che ci sia stata una sorta di fusione tra le due lingue. Tuttavia nell'Inghilterra dell'Undicesimo secolo convivevano due lingue, il Sassone occidentale e l'Inglese, influenzato dal Norvegese, delle Midlands. Dopo la conquista normmanna, avvenuta nel 1066, il norvegese iniziò il suo declino nell'uso fino ad arrivare alla sua morte.
Molte parole di uso comune nella lingua inglese contemporanea, tra cui anger, bag, both, hit, law, leg, same, skill, sky, take, window e il pronome they, derivano dall'Antico Norvegese. L'influenza scandinava si nota anche nell'uso del verbo copulare are al posto di sind, nella semplificazione morfologica e nell'adozione dei phrasal verbs.

## Inglese bassomedievale
Dopo la conquista normanna la situazione linguistica in Inghilterra si modificò nuovamente. I sovrani d'Inghilterra e i nobili di alto lignaggio parlavano la lingua anglo-normanna, che è sostanzialmente una varietà della langue d'oïl. I nobili di basso lignaggio e i mercanti erano bilingui e la gente comune continuò a parlare il loro dialetto inglese.
Fino al Trecento l'Anglo-normanno, e quindi il Francese, fu la lingua di corte. Anche dopo il suo declino nell'uso amministrativo, il Francese restò lingua di prestigio culturale, così migliaia di parole di derivazione francese entrarono nel lessico inglese.
Nella seconda metà del Duecento riprese la produzione letteraria in lingua inglese, quando l'uso dell'anglo-normanno iniziava a declinare. Ne sono testimonianza le Disposizioni di Oxford, scritte interamente in Inglese dopo la conquista normanna. Nel 1362 Edoardo III fece il discorso al parlamento in Inglese. Alla fine del Trecento l'Inglese rimpiazzò definitivamente l'Anglo-normanno come lingua di corte. L'Anglo-normanno rimase d'uso in ristretti circoli fino ad estinguersi definitivamente. Nel Quattrocento tutti i documenti amministrativi furono scritti regolarmente in lingua inglese. Il più importante scrittore dell'Inghilterra tardomedievale è Geoffrey Chaucher, di cui i Racconti di Canterbury sono l'opera più conosciuta.
Nel Basso medioevo la lingua inglese cambiò profondamente la sua grammatica, la sua pronuncia e il suo lessico. Nel periodo precedente l'anglosassone era sostanzialmente una lingua flessiva sintetica, cioè come il Tedesco. I casi grammaticali iniziarono a diminuire. Ad esempio il marcatore plurale in -en, che fu sostituito da -s, rimase in alcuni casi come in children e oxen. Il genere grammaticale fu abbandonato. In quel periodo apparì l'articolo determinativo the. Anche l'ortografia della lingua inglese fu influenzata dall'Anglo-normanno.

## Inglese moderno
Nel Quattrocento la lingua inglese subì una forte cambiamento nella pronuncia, questo fenomeno è detto Grande spostamento vocalico. La lingua fu ulteriormente trasformata dalla preminenza del dialetto londinese. Un gioco importante ebbe anche la stampa, poiché alcune lettere come þ e ð scomparvero. L'Inglese parlato all'epoca di Shakespeare è sostanzialmente vicino a quello attuale. Nel 1604 venne pubblicato il primo dizionario, il Table Alphabeticall. Tra il Cinquecento e Seicento entrarono nel lessico inglese nuovi prestiti dall'italiano e dal tedesco.
Nel 1755 venne pubblicato il Dictionary of teh English Language, il cui autore era Samuel Johnson. Nel frattempo alcuni autori, come Robert Lowth, Lindley Murray e Joseph Priestley pubblicarono testi che prescrivevano regole grammaticali standard.
Con l'espansione dell'Impero coloniale britannico, nell'Ottocento la lingua inglese si diffuse globalmente, e con l'ascesa di superpotenza globale degli Stati Uniti, nel Novecento divenne lingua franca di tutto il mondo, sostituendo il Francese nella diplomazia e nelle relazioni internazionali.